# Jahodov (Rozsochatec)
Jahodov (německy Johadau) je místní částí obce Rozsochatce v okrese Havlíčkův Brod. Leží 5 km jižně od Chotěboře v nadmořské výšce 533 m n. m.

## Historie
První písemná zmínka je z roku 1787, kdy náleží k chotěbořskému panství. V Jahodově stávala mohutná lípa pod kterou údajně odpočíval Jan Žižka z Trocnova při svém posledním válečném tažení k městu Přibyslavi.
| Rok            | 1869 | 1880 | 1890 | 1900 | 1910 | 1921 | 1930 | 1950 | 1961 | 1970 | 1980 | 1991 | 2001 |
| -------------- | ---- | ---- | ---- | ---- | ---- | ---- | ---- | ---- | ---- | ---- | ---- | ---- | ---- |
| Počet obyvatel | 72   | 84   | 68   | 77   | 74   | 81   | 73   | 64   | 66   | 63   | 50   | 43   | 32   |

## Památky
- malá zvonička

## Další fotografie

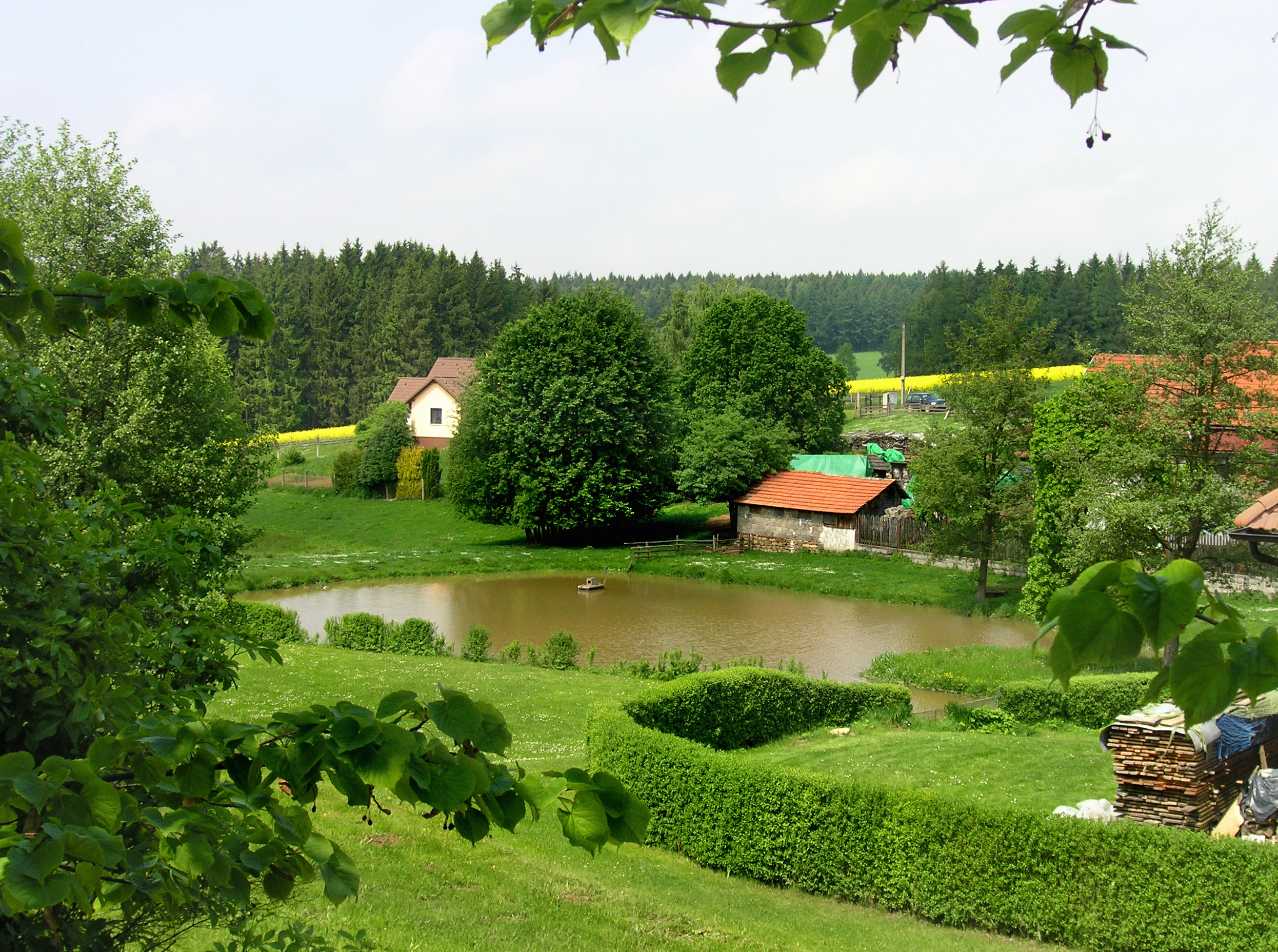
Rybník pod vesnicí
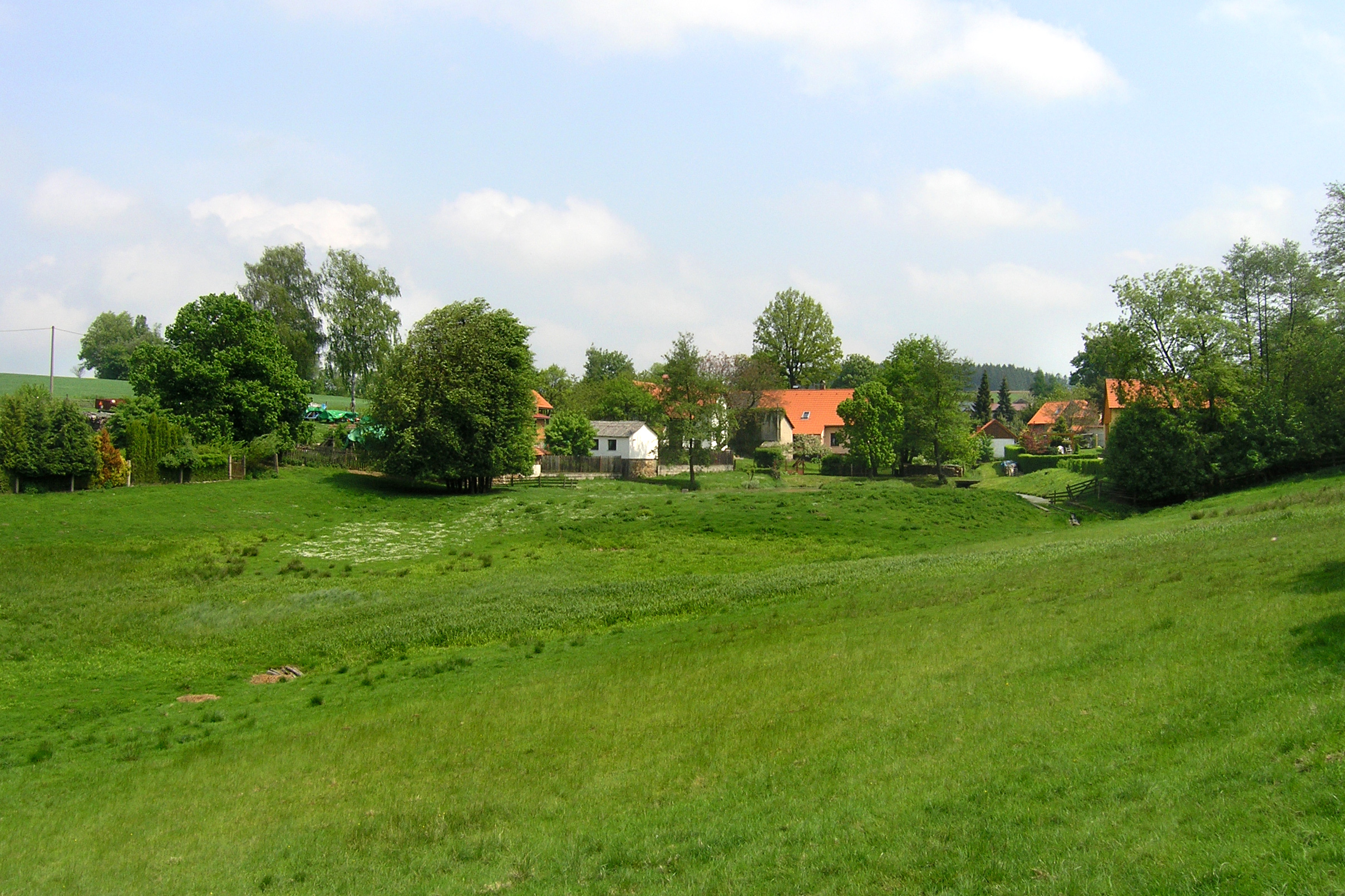
Jahodov od západu